# Moby Dick (pel·lícula de 1956)
Moby Dick és una pel·lícula de l'any 1956, dirigida per John Huston i protagonitzada
per Gregory Peck, Richard Basehart, Leo Genn, James Robertson Justice, Orson Welles, Harry Andrews i Bernard Milers en els papers principals. El guió, basat en la novel·la Moby Dick de
Herman Melville, va ser escrit per Ray Bradbury i John Huston. John Huston va rebre premis com millor director del New York Film Critics Circle Awards, del National Board of Review (Estats Units), i del Sindacato Nazionale Giornalisti Cinematografici Italiani (Itàlia). Richard Basehart va rebre un premi del National Board of Review, com a millor actor de repartiment.

## Argument
El capità Ahab (Gregory Peck) està al comandament d'un vaixell balener, el Pequod, els pescants del qual són d'os de balena. La seva vida transcorre a l'entrecoberta i només surt per les nits. Per a la majoria de la tripulació és un solitari fantasma amb una cama de pal (per a
d'altres d'ivori), amb les seves passes ressonant a la coberta. El vaixell surt a la caça de balenes, però al cap d'uns dies, els tripulants s'assabenten que el capità Ahab té una obsessió, matar a la balena blanca que li va arrencar una cama feia anys. La balena blanca és un tipus de catxalot assassí. Per això té una cama de pal, amb la que colpeja fortament la coberta del vaixell al caminar. El seu odi contra la balena és tan gran que està disposat a donar la seva vida i fins i tot sacrificar la dels seus homes i el vaixell sencer per matar a Moby Dick. Però, el carisma i la força seus sentiments són tan poderosos que impregna a la tripulació amb les seves conviccions.
Quan s'assabenta que la balena podria estar a prop, fa els canvis de rumb necessaris per perseguir-la i matar-la.

## Comentaris
El tema central de Moby Dick és el conflicte entre el capità Ahab, patró del balener Pequod, i la gran balena blanca que va li va arrencar la cama dreta a l'altura del genoll. El capità Ahab, àvid de venjança, encegat per la seva monomania, s'encamina amb tota la seva tripulació a una desesperada recerca del seu enemic.
L'obra sobrepassa en molt l'aventura i es converteix en una al·legoria sobre el mal incomprensible representat per la balena, un monstre de les profunditats, que ataca i destrueix el que troba en el seu camí, i també pel capità Ahab, que representa la maldat absurda i obstinada, que sosté una venjança personal i arrossega a la mort inútil a molts innocents, només un es salvaria per poder explicar-ho.
Les escenes finals de Moby Dick es van rodar a la badia de Las Palmas de Gran Canaria durant el Nadal de 1955. La presència a l'illa de dues llegendes del setè art, John Huston (el seu director) i Gregory Peck (el seu protagonista), la converteix en el rodatge de més entitat dels realitzats mai a les Illes Canàries. En unes drassanes del Puerto de la Luz a Las Palmas de Gran Canaria es va construir la maqueta de la gran balena blanca per a la decisiva seqüència final de la pel·lícula a on es van desplaçar especialistes de la cinematografia nord-americana.
En les seves memòries, John Huston recorda el rodatge a les Canàries i explica com, el que potser es pot considerar el pla més important de la pel·lícula (aquell en què el braç inert del capità Ahab a lloms de la gran balena blanca, es mou al vaivé de les ones com indicant als
seus mariners que prossegueixin la caça), va sorgir de manera imprevista, gràcies a una barreja de fortuna i perícia per part dels tècnics locals que s'encarregaven de transportar sobre les aigües la gran maqueta de l'animal.